# سانت ماريز (بنسلفانيا)
سانت ماريز (بالإنجليزية: St. Marys, Pennsylvania)‏ هي مدينة تقع في مقاطعة إلك (بنسلفانيا) بولاية بنسلفانيا في الولايات المتحدة. تبلغ مساحة هذه المدينة 257.7 (كم²)، بلغ عدد سكانها 13070 نسمة في عام 2010 حسب إحصاء مكتب تعداد الولايات المتحدة.

## الموقع الجغرافي
الموقع الجغرافي للمناطق المحيطة بهذه النقطة هو كالتالي:

## أعلام
- جوان ماري إنجل
- جون كول
- تشاك دالي
- جورج ألبي

## وصلات خارجية
- City of St. Marys
- The US50 - Cities and Towns in Pennsylvania State